# Antragsrecht
Das Antragsrecht bezeichnet das Recht einer natürlichen oder juristischen Person auf Herbeiführung einer bestimmten Rechtshandlung, insbesondere einer Amtshandlung, rechtsverbindlichen Erklärung oder behördlichen Entscheidung.

## Staatsrecht
In der Bundesrepublik Deutschland haben die Mitglieder des Bundestags, des Bundesrats, der Landesparlamente sowie der Vertretungen auf der kommunalen Ebene (Kommunalparlamente) das Recht, in der jeweiligen parlamentarischen Körperschaft einen Antrag auf Beratung eines bestimmten Gegenstandes, in der Regel mit dem Ziel der Beschlussfassung zu stellen, beispielsweise die Änderung eines bestimmten Gesetzes. Die Summe der gestellten Anträge bildet nach Redaktionsschluss die Tagesordnung.
Das Antragsrecht wird in den Verfassungen, also dem Grundgesetz, den Landesverfassungen und den Kommunalverfassungen sowie den jeweiligen Geschäftsordnungen geregelt wie der Geschäftsordnung des Deutschen Bundestages oder der Geschäftsordnung des deutschen Bundesrates. Sowohl die Festlegung der Personen oder Institutionen, denen das Antragsrecht zukommt, wie auch das zu beschreitende Verfahren zur Einbringung eines Antrages werden dort geregelt.
Eine besondere Form des parlamentarischen Antrages sind der Dringlichkeitsantrag und der Entschließungsantrag.
Auch in Verfahren der direkten Demokratie wird häufig als Vorstufe zum Volksentscheid geregelt, unter welchen Bedingungen und mit welchem Quorum mittels Bürger- oder Volksbegehren eine konkrete Angelegenheit der jeweils zuständigen Volksvertretung zur Befassung vorgelegt werden kann.
Unabhängig von bestimmten Verfahren der Bürgerbeteiligung hat jedermann das Recht, sich einzeln oder in Gemeinschaft mit anderen schriftlich mit Bitten oder Beschwerden an die zuständigen Stellen und an die Volksvertretung zu wenden (Art. 17 GG). Das Petitionsrecht umfasst jedoch kein Recht auf eine Entscheidung in der Sache.

## Verwaltungsrecht
Mit dem Antrag beginnt das Verwaltungsverfahren (§ 22 VwVfG). Der Antragsteller hat die Stellung eines am Verfahren Beteiligten (§ 13 Abs. 1 Nr. 1 VwVfG). Bleibt sein Antrag erfolglos, steht dem Antragsteller gem. Art. 19 Abs. 4 GG der Rechtsweg offen, soweit die Entscheidung rechtswidrig und er dadurch in seinen Rechten verletzt ist (§ 42 Abs. 2, § 113 Abs. 1 und Abs. 5 VwGO). Das Antragsrecht folgt aus der Konzeption der subjektiv-öffentlichen Rechte des einzelnen, vom Staat etwas verlangen oder ihm gegenüber etwas tun zu dürfen.

## Grundbuchrecht
Im Grundbuchrecht wird das Antragsrecht durch den Antragsgrundsatz repräsentiert. Das formelle Grundbuchrecht verlangt, dass eine Eintragung im Grundbuch nur durch einen Eintragungsantrag herbeigeführt werden kann (§ 13 Abs. 1 GBO). Dieser Antrag kann von jedem der Beteiligten gestellt werden, wobei der genaue Eingangszeitpunkt auf dem Antrag durch das Grundbuchamt zu vermerken ist („Präsentat“; § 13 Abs. 2 GBO). Zusätzlich ist noch die Bewilligung desjenigen erforderlich, dessen Recht von einer Eintragung betroffen wird („formelles Konsensprinzip“; § 19 GBO). Dieses Antragsprinzip wird nur in Ausnahmefällen durchbrochen, wenn etwa inhaltlich unzulässige Eintragungen von Amts wegen gelöscht werden oder ein Amtswiderspruch einzutragen ist (§ 53 Abs. 1 GBO). Der Antrag ist als solcher formfrei, während die Bewilligung nach § 29 Abs. 1 GBO notariell zu beglaubigen ist.

## Gerichtsverfahren
Eine Zivilklage muss, eine öffentlich-rechtliche Klage soll einen bestimmten Antrag enthalten (§ 253 Abs. 2 Nr. 2 ZPO, § 82 Abs. 1 Satz 2 VwGO). Das Gericht ist bei seiner Entscheidung an diese Anträge gebunden und darf nicht mehr zusprechen als beantragt wurde (ne ultra petita), wohl aber weniger (Feststellungs- statt Leistungsurteil).  
Antragsdelikte werden nur verfolgt, wenn ein Strafantrag gestellt wurde. Im Strafprozess enthält die Anklageschrift den Antrag, das Hauptverfahren zu eröffnen (§ 199 Abs. 2 Satz 1 StPO). Vor Verkündung des Urteils stellen Staatsanwaltschaft und Verteidigung ihre Anträge zum Ergebnis der Beweisaufnahme (§ 258 Abs. 1 StPO).

## Zivilrecht
Im Zivilrecht kommt durch die Annahme eines entsprechenden Antrags ein Vertrag zustande (§ 145 BGB).